# Монтерадо
Монтерадо (итал. Monterado) насеље је у Италији у округу Анкона, региону Марке.
Према процени из 2011. у насељу је живело 525 становника. Насеље се налази на надморској висини од 152 м.

## Становништво
Према резултатима пописа становништва 2011. у општини је живело 2.137 становника.
| 1936. | 1951. | 1961. | 1971. | 1981. | 1991. | 2001. | 2011. |
| ----- | ----- | ----- | ----- | ----- | ----- | ----- | ----- |
| 1.598 | 1.650 | 1.566 | 1.286 | 1.414 | 1.471 | 1.569 | 2.137 |